# Михаил Тенев
Михаил Тенев Хаджиколев е български политик от Либералната партия (радослависти).

## Биография
Роден е в Казанлък в семейството на търговец. Завършва училището в родния си град и Пловдивската гимназия. Успява да приравни последен гимназиален клас в Женева. С финансовата помощ на ученолюбивата дружинка „Искра“ учи финансово и банково дело във физико-математическия факултет на Женевския университет (1874 – 1877).
По време на Руско-турската война (1877 – 1878) прекъсва обучението си и дава своя принос за свободата на България. Преводач на 3-та гренадирска дивизия и присъства по тази линия на подписването на Санстефанския мирен договор. Награден е с Орден „Свети Станислав“ III степен с мечове и с медал с грамота.
След войната работи на различни длъжности като чиновник, служител в министерството на финансите и други. Управител на БНБ (1887 – 1899). Министър на финансите в правителството на Димитър Греков и първото правителство на Тодор Иванчов.
Председател и член на управителните съвети на Българското акционерно индустриално керамично дружество „Изида“, Софийската фондова борса, Българското общозастрахователно дружество „Орел“, Франко-белгийската и балканска банка, Дружеството на Съединените тютюневи фабрики, Австро-българската търговска камара. От края на ноември 1928 г. отново участва в Управителния съвет на БНБ като негов изборен член, предложен от Управителния съвет на Софийската фондова борса.
Председател на Казанлъшка дружба „Розова долина“ в София от основаването ѝ през 1904 г.
Като спомоществовател прави значителни дарения в пари и имоти в Банкя за построяването на Военноинвалиден санаториум, на почивна станция за служителите в БНБ, на православния храм „Св. св. Кирик и Юлита“. Дарява личната си библиотека и осигурява парична подкрепа на читалища и други обществени организации в родния си град Казанлък.
Умира в град Банкя на 6 октомври 1943 г.

## Памет
На Михаил Тенев е наречена улица в квартал „Къро“ в София (Карта).